# Kruitenbergstraat

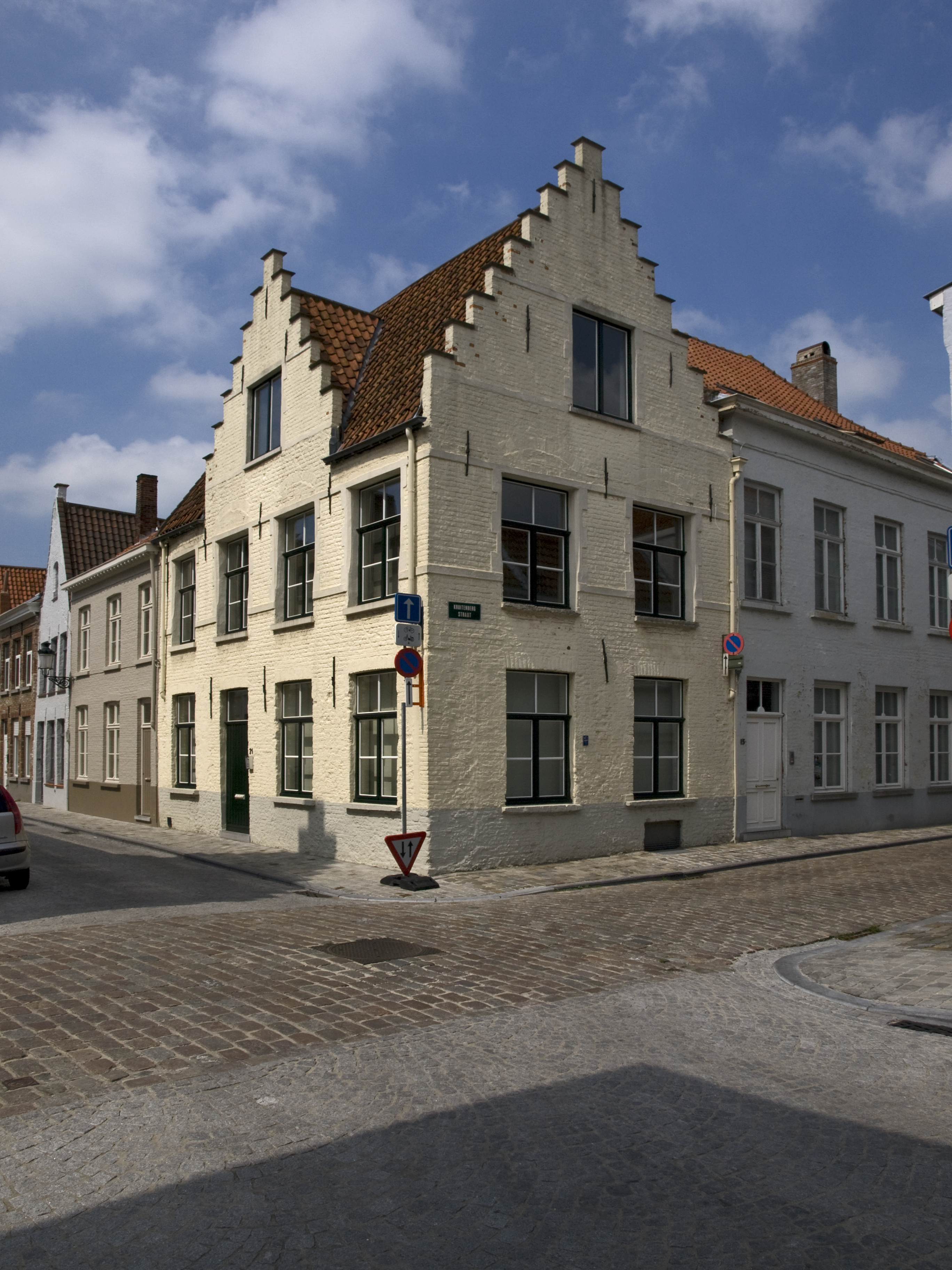
Hoekhuis op het kruispunt van Kruitenbergstraat en Zwarteleerstouwersstraat

De Kruitenbergstraat is een straat in Brugge.

## Beschrijving
Deze straat bestond ongetwijfeld vanaf de 13de of 14de eeuw. In archiefteksten wordt ze pas in de 16de eeuw vermeld:
- 1551: Creytenburchstraetkin;
- 1578: Creyterstrate;
- 1580: Creitenburchstrate bi Backerskapelle;
- 1583: Creytenburchstraetkin.

Volledige zekerheid over de oorsprong van deze straatnaam is er niet. Frans Debrabandere geeft de voorkeur aan het woord krete wat betekent een omheining van latwerk of vlechtwerk. En met burg erbij betekent het een versterking.
Later werd de naam vervormd tot Kruytenburgstraat, wat men trouwens niet gewaagd heeft in het Frans te vertalen. Men maakte er gewoon 'Rue Kruytenburg' van. Vanaf 1884 was het Kruitenbergstraat.
De Kruitenbergstraat loopt van het Park naar de Witte Leertouwersstraat.